# Călărășeucastadion
Het Călărășeucastadion is een multifunctioneel stadion in Călărășeuca, een plaats in Moldavië. 
Het stadion wordt vooral gebruikt voor voetbalwedstrijden, de voetbalclub Nistru Otaci maakt gebruik van dit stadion. In het stadion is plaats voor 2.000 toeschouwers. Het stadion werd geopend in .